# Цветковець
46°12′ пн. ш. 16°42′ сх. д. / 46.2° пн. ш. 16.7° сх. д.
Цветковець (хорв. Cvetkovec) — населений пункт у Хорватії, в Копривницько-Крижевецькій жупанії у складі громади Расіня.

## Населення
Населення за даними перепису 2011 року становило 210 осіб.
Динаміка чисельності населення поселення: